# Măgurele (Ilfov)
Măgurele è una città della Romania di 14 414 abitanti, ubicata nel distretto di Ilfov, nella regione storica della Muntenia.
Fanno parte dell'area amministrativa anche le località di Alunişu, Dumitrana, Pruni e Vârteju.
Măgurele ha ottenuto lo status di città nel 2005
La città ospita la Facoltà di Fisica dell'Università di Bucarest ed è sede dell'Istituto Nazionale di Ricerca e Sviluppo per la Fisica e l'Ingegneria Nucleare "Horia Hulubei" (Institutul Naţional de Cercetare-Dezvoltare pentru Fizică şi Inginerie Nucleară "Horia Hulubei"), in breve IFIN-HH.
Tra il 1957 e il 1998 l'istituto ha ospitato un reattore nucleare destinato alla ricerca, poi disattivato; nel 2005 è stata deliberata la definitiva riconversione della struttura e le scorie radioattive verranno mandate in Russia per lo smaltimento.